# Red Dead Redemption 2
Red Dead Redemption 2 (стилизовано: Red Dead Redemption II, скраћено: RDR2) јесте акционо-авантуристичка игра из 2018. коју је развио и објавио Rockstar Games. Игра је трећи наслов у серијалу Red Dead и представља преднаставак игре Red Dead Redemption из 2010. Прича је смештена у 1899. на простору запада, средњег запада и југа Сједињених Држава. Протагониста приче је одметник Артур Морган који је члан банде Ван дер Линде. Артур се мора суочити с пропадањем Дивљег запада притом борећи се с владиним снагама, супарничким бандама и другим противницима. На крају игре се среће Џон Марстон који је главни јунак игре Red Dead Redemption.
Игра се може играти из трећег и из првог лица, а играчу је омогућено слободно кретање кроз пространи отворени свет. Гејмплеј се састоји од прегршт елемената па тако играч може учествовати у пуцњавама, пљачкати, ићи у лов, јахати, а омогућена је и интеракција с мноштвом главних и споредних ликова. Важан нови елемент у моду за једног играча јесте част (енгл. honor) играчевог лика која зависи од његових избора и деловања како тече радња. И у овом наслову присутан је својеврсни систем „wanted” који ради по сличном принципу као и у серијалу Grand Theft Auto — што више играч буде чинио незаконитих радњи, то ће га више тражити органи за спровођење закона и ловци на главе.
Развој игре је започет недуго након изласка Red Dead Redemption-а и трајао је више од осам година. Red Dead Redemption 2 је једна од најскупљих видео-игара које су икада направљене. Rockstar је ангажовао све своје огранке у један велики тим како би се убрзао њен развој. За разлику од већине вестерн филмова и других видова уметности на ту тему, Rockstar је материјал за игру црпео са стварних историјских места и трудио се да што верније прикаже тадашњи начин живота кроз игрине ликове, атмосферу и свет. Red Dead Redemption 2 је прва Rockstar-ова игра која је посебно била направљена за конзоле осме генерације.

## Прича
Прича се одвија 1899. године, доба у коме дивљи запад дословно више и не постоји. Урбанизација се шири, технологија напредује и Америка се знатно развија.
Главни лик је Артур Морган, један од главних чланова каубојске банде Ван Дер Линд коју предводи Дач Ван Дер Линд. Дач је основао банду заједно са својим пријатељем Хозејом Метјуз. Артур је постао члан банде док је био дете након што га је Дач усвојио, те му је био веран деценијама.
Игра започиње у току једне снежне олујне ноћи. Дачова банда се насељава на планини како би се удаљили од закона након безуспешне пљачке у Блеквотеру. Пљачка их је коштала живота једног члана банде по имену Дејви, док су Џон Марстон и Шон нестали. Банда проналази напуштене колибе где ће се привремено населити. Дач, Артур и Мајк Бел истражују подручје и сазнају да се непријатељска банда Дрисколи такође налази на планинама и од њих спасавају жену по имену Сејди Едлер. Дрисколи су планирали да изврше пљачку воза који је под власништвом барона Левитикуса Корнвала. Дачова банда проналази камп где су се налазили Дрисколи и убијају их. Након што сазнају за испланирану пљачку, Дач одлучује да ће његова банда опљачкати воз, али након пљачке, Корвал унајмљује детективску агенцију Пинкертоне, на чијем је челу агент Милтон, да убију Дача. Артур и остатак банде одлучује да уђе у сукоб са Пинкертонима и Корнвалом како би заштитили Дача. Артур и Мексиканац Хавиер Ескуела проналазе рањеног Џона на планини.
Банда силази са планина и насељава се у близини градића по имену Валентајн. Артур уз помоћ Трелавнија, Хавиера и Индијанца Чарлса ослобађа Шона од стране ловаца на главе. Артур ради мисије за Штрауса, утеривача дугова, да узме новац од Штраусових дужника. Дач и Артур падају у заседу од стране Корнвала. Побегну, али схвате да је време да се поново селе.
Насељавају се у близини града Роудз. У овом подручју владају две имућне супарничке породице, Греј (на челу је Тевиш Греј) и Брејтвејт (на челу је Кетерин Брејтвејт). Банда сарађује са обе породице како би их на крају опљачкали. Породица Греј убија Шона, а породица Брејтвејт отима Џека, Џоновог сина и предају га италијанском мафијашу, Анђелу Бронте. Милтон проналази камп Дачове банде и уцењује их да предају Дача или ће довести своје људе и све ће их побити.
Банда се насељава у једној великој напуштеној кући, у близини града Сент Денис. У овом граду се налазио Анђело Бронте, и на крају Дач, Артур и Џон сазнају где живи. Он им враћа Џека и почињу да сарађују са њим. Бронте је деловао као човек који би могао да помогне банди да се исели из Америке и живе нормалним животом, али их изда тако што је послао полицајце да ухвате Артура и Дача. Дач жели да се освети и на крају убија Бронтеа. Банда планира пљачку у Сент Денису, која има довољно пара да банда напусти Америку. Међутим, Милтон сазнаје за пљачку и у току пљачке праве заседу. Милтон убија Хозеју, а током бега Пинкертони убијају Ленија, најмлађег револвераша банде. Џон је ухапшен, а Дач, Артур, Мајк, Хавиер и Бил Вилијамсон проналазе брод и напуштају Америку. Преживљавају бродолом, који је настао усред олује, и насукавају се на острво Гуарма. На острву група тиранина држе плантаже шећера и користе староседеоце острва као робове. Банда сарађује са староседеоцима како би се вратили у Америку, улазе у рат против Алберта Фусара, тиранина који држи цело острво. Убијају га, ослобађају острво и враћају се у Америку.
У повратку се поново сукобљавају са Пинкертонима и селе се у напуштеном руднику. Дачова љубавница Моли, која је била под дејством алкохола, говори Дачу да је она рекла Милтону за пљачку и да их је издала, на крају ју је убила Сузан Гримшо, једна од главних и најстаријих чланова Вандерлинд банде. Дач се психички много променио, све је мање марио за своју банду и тражио је свакакве начине да се дочепа пара. Чак је одбио да избави Џона из затвора, те су га на крају избавили Артур и Сејди. Дач је изгубио поверење у Артура након што га није послушао и избавио Џона без његове дозволе. Артур схвата да се Дач много променио и то нагоре. Говори Џону да ће се банда ускоро распасти и, када дође време, да са својим сином и својом женом Ебигејл напусти банду. У међувремену, Артур сазнаје да је заражен туберкулозом и да неће још дуго живети. Банда сарађује са Индијанцима и улазе у рат против владе, само како би их Дач опљачкао, али на крају син поглавице гине у рату. Чарлс напушта банду како би помогао Индијанцима да се преселе на сигурно место. Дач је испланирао још једну пљачку, воз који је превозио паре. Пљачка је успешно извршена, али је Џон нестао. Дач је одбио да тражи Џона и враћа се у камп, спремајући се са бандом да напусти Америку. Милтон киднапује Ебигејл и нико у банди није желео да помогне. Артур и Сејди проналазе Ебигејл, али долази Милтон и држи Артура на нишану. Пре него што је планирао да га убије, говори му како их је Мајк Бел издао и да је он тај који их је одвео банди, а не Моли. Ебигејл убија Милтона, а Артур се враћа у камп да се суочи са Мајком. Оптужује за издају, али су сви били на Мајковој страни, па чак и Дач. Изненада се појављује рањени Џон који се љути на Дача јер му није помогао и он стаје на Артуровој страни. Пинкертонови долазе до кампа, а Артур и Џон беже до планине где се растају. Мајк и Артур се сукобљавају, али Мајк успе да гадно испребија Артура. Дач долази и види рањеног Артура. Мајк га наговара да пође са њим, али Дач одлази својим путем, а Мајк својим. Ако играч има високу част, Артур подлеже својим повредама и болестима, док гледа излазак сунца, ако играч има ниску част Мајк га убија.  
Неколико година касније, Џон, Ебигејл и Џек се насељавају на ранчу и започињу нормални живот. Међутим, власник ранча је био у сукобу са разбојницима, те му Џон помаже да их се отараси. Ебигејл и Џек напуштају Џона јер се поново вратио у свој каубојски живот. Схвата да више не може да живи оваквим животом, те купује своје имање и гради себи свој ранч. Џек и Ебигејл се враћају Џону након што сазнају да је изградио себи и њима кућу. У међувремену, Џон се сусреће са старим члановима банде: Чарлсом, Стрицем и Сејди. Сазнаје да се Мајк налази у близини и да има своју властиту банду. Џон сматра да би требало да се освети Мајку због Артурове смрти, те заједно са Сејди и Чарлсом одлази на планине да га пронађе. Проналази га и спрема се да га убије, али, на велико изненађење, се појављује Дач, који држи обојицу на нишану. Џон наговара Дача да убије Мајка, што Дач на крају и уради. Џон му се захваљује, али Дач без и једне речи мрким погледом одлази на непознато место.